# Corbula porcella
Corbula porcella är en musselart som beskrevs av Dall 1916. Corbula porcella ingår i släktet Corbula och familjen korgmusslor. Inga underarter finns listade i Catalogue of Life.